# Lied van Veslemøy
Het Lied van Veslemøy (Noors: Veslemøys sang) is een compositie van de Noor Johan Halvorsen.
Voor het eerst werd dit werk op 13 mai 1899 in Bergen tijdens het afscheidsconcert van Halvorsen voor zijn vertrek naar Kristiania opgevoerd. Het werk maakte deel uit van drie composities (Maaneskinsmøyarne, Veslemøy en Scherzino 'Sporven'), die allemaal op gedichten uit de cyclus Haugtussa van de Noorse dichter Arne Garborg (3 stykker fra Garborgs Haugtussa) gebaseerd zijn. Veslemøy is de hoofdpersoon in de dichtbundel.
Later kwam dit werk samen met het Scherzino terecht in de Suite Mosaique voor viool en piano. Toen de destijds wereldberoemde violiste Katleen Parlow in 1909 naar Kristiania kwam om de eerste uitvoering te geven van Halvorsens Vioolconcert, arrangeerde Halvorsen het werkje om tot een stuk voor viool en strijkorkest. Het werd als toegift gespeeld op 11 september 1909.  
Deze toegift beleefde een lange traditie; het is in Noorwegen een geliefd studiestuk voor viool en strijkorkest. 

## Discografie
- Uitgave Aurora: Terje Tonnese (viool) met leden van het Oslo Filharmoniske Orkester o.l.v. Karsten Anderson
- Uitgave Chandos: Marianne Thorsen (viool) met leden van het Bergen filharmoniske orkester o.l.v. Neeme Järvi